# Imago clipeata

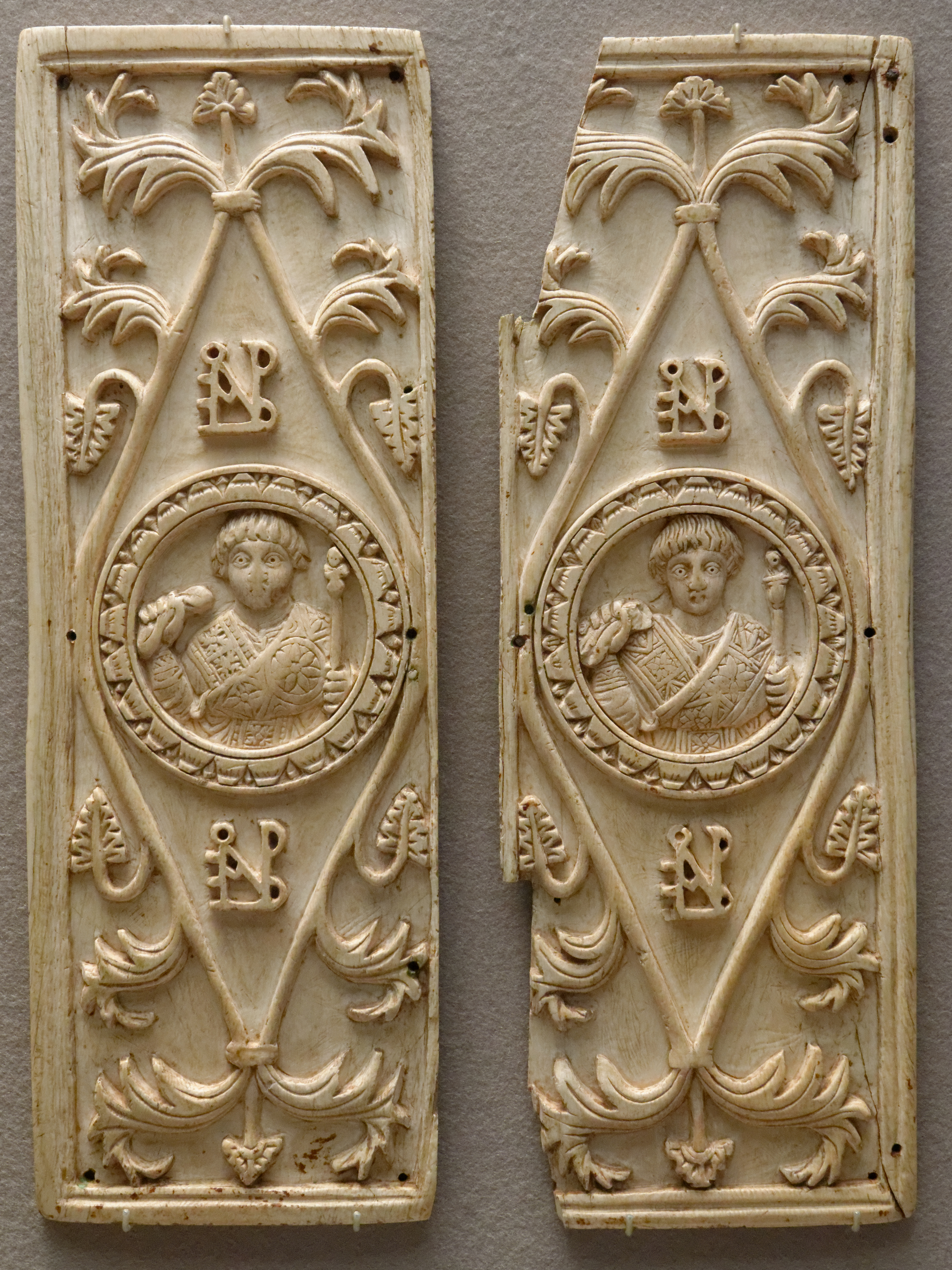
Imago clipeata d'un cònsol romà, del, exposada al Museu del Louvre.

Imago clipeata ('imatge-escut' en llatí) és un terme artístic que designa imatges d'avantpassats, gent famosa o que ha mort en espais circulars o medallons. En el món romà s'utilitzava per representar els avantpassats familiars en un arbre que es mostrava a les cases patrícies de la República, tal com ho descrivia Plini a Història Natural 35, 4-11. També s'utilitzà en la iconografia funerària paleocristiana. Aquests retrats poden ser decoracions d'escultures arquitectòniques, sarcòfags i representacions de les legions romanes.